# Polina Raïkina
Polina Constantinovna Raïkina (en russe : Полина Константиновна Райкина) est une actrice russe, née le 30 mars 1988 à Moscou.

## Filmographie
- 2013 : Stalingrad de Fiodor Bondartchouk : Natashka

## Doublage
- 1999 : Luna Papa de Bakhtiar Khudojnazarov : Khabibula (voix)
- 1999 : La Nounou de Garri Bardine : le garçon (voix)
- 2002 : La Nounou et les Pirates de Garri Bardine : le garçon (voix)
- 2005 : La Nounou 3, la famille s'agrandit de Garri Bardine : le garçon (voix)